# Vad man gör (och inte gör)
Vad man gör (och inte gör) är ett studioalbum av Idde Schultz. Det utgavs 1997.

## Låtlista
Text och musik av Idde Schultz om ej annat anges
1. Hunger
2. Riktigt på riktigt
3. Faller (J. Pihlgren, L. Lövgren)
4. Innan mitt hjärta fick sin form (Staffan Hellstrand)
5. Syner
6. Kan bara vara jag
7. Någonting någon annanstans
8. Bara när jag blundar
9. Vattenfärger
10. Vad man gör (och inte gör)
11. Vi kan vara överallt
12. Förvånad

## Medverkande
- Idde Schultz – sång, mellotron
- Fredrik Blank – gitarr
- Håkan Bacchus – bas
- Nino Keller – trummor

med flera

## Listplaceringar
| Lista (1997) | Topplacering |
| ------------ | ------------ |
| Sverige      | 20           |

### Fotnoter
1. ↑  ”Vad man gör (och inte gör)”. Svensk mediedatabas. 26 februari 1997. http://smdb.kb.se/catalog/id/001514892. Läst 26 juli 2014.
2. ↑  ”Vad man gör (och inte gör)”. Swedishcharts. 26 februari 1997. http://swedishcharts.com/showitem.asp?interpret=Idde+Schultz&titel=Vad+man+g%F6r+och+inte+g%F6r&cat=a. Läst 26 juli 2014.